# Pingasa floridensis
Pingasa floridensis är en fjärilsart som beskrevs av Louis Beethoven Prout 1920. Pingasa floridensis ingår i släktet Pingasa och familjen mätare. Inga underarter finns listade i Catalogue of Life.